# Nova Petrópolis
Nova Petrópolis is een gemeente in de Braziliaanse deelstaat Rio Grande do Sul. De gemeente telt 18.631 inwoners (schatting 2009).

## Aangrenzende gemeenten
De gemeente grenst aan Caxias do Sul, Feliz, Gramado, Linha Nova, Morro Reuter, Picada Café en Santa Maria do Herval.